# З̌
З̌ (minuskule з̌) je písmeno cyrilice. Je používáno pouze v nganasanštině. Jedná se o variantu písmena З.